# آندره آ بلده
آندره آ بلده (انگلیسی: Andrea Blede؛ زادهٔ ۶ ژوئیهٔ ۱۹۸۴) بازیکن فوتبال اهل فرانسه است.
از باشگاه‌هایی که در آن بازی کرده‌است می‌توان به باشگاه فوتبال پاریس اف سی اشاره کرد.